# Горохівка (станція)
Горохівка — проміжна залізнична станція Херсонської дирекції Одеської залізниці на неелектрифікованій лінії Долинська — Миколаїв між станціями Грейгове (18 км) та Миколаїв (10 км). Розташована в однойменному селищі Миколаївського району Миколаївської області.

## Історія
Станція відкрита у 1873 році.

## Пасажирське сполучення
На станції зупиняються  приміські поїзди сполученням  Миколаїв — Долинська.